# Иммесбергер, Петер
Пе́тер Имме́сбергер (нем. Peter Immesberger, род. 18 апреля 1960, Киндсбах, Рейнланд-Пфальц, ФРГ) — западногерманский тяжелоатлет, двукратный призёр летних Олимпийских игр в в Лос-Анджелесе (1984) и в Сеуле (1988), многократный призёр чемпионатов мира.